# عمارت طاهری
عمارت طاهری مربوط به دوره قاجار است و در شهرستان دامغان، بخش امیرآباد، دهستان صرصر، روستای صیدآباد، بعد از بوستان شقایق، انتهای کوچه واقع شده و این اثر در تاریخ ۲۸ اسفند ۱۳۸۶ با شمارهٔ ثبت ۲۲۷۵۴ به‌عنوان یکی از آثار ملی ایران به ثبت رسیده است.
××××